# Fekete tengeri sün
A fekete tengeri sün (Arbacia lixula) a tengerisünök (Echinoidea) osztályának Arbacioida rendjébe, ezen belül az Arbaciidae családjába tartozó faj.

## Előfordulása
Már közvetlenül a víz felszíne alatt megtaláljuk a Földközi-tenger és az Atlanti-óceán sziklás partjain, de 40 méter mélységig is lehatol.

## Alfajai
- Arbacia lixula africana (Troschel, 1873)
- Arbacia lixula lixula (Linnaeus, 1758)

## Megjelenése
Gömb alakú testének átmérője eléri az 5,5 centimétert, de legfeljebb 6 centiméteres lehet. Hosszú, hegyes, fekete tüskéi igen törékenyek. Szájmezője nagy. A test felső oldalán levő ambulakrális lábacskákon nincsenek tapadókorongok.

## Életmódja
Az alsó testoldalán levő ambulakrális lábacskákkal rendkívül erősen rá tud tapadni az aljzatra, onnan az erősebb hullámverés sem szakítja le. Gyakran bújik sziklahasadékokba, ahol támadóját előremeresztett, hegyes tüskéivel fogadja. Táplálékként az algabevonatot legeli le a szikláról.

## Szaporodása
A petéket és a hímcsírasejteket a vízbe juttatják; a peték ott termékenyülnek meg. A kikelő lárvák 4-6 hétig úszkálnak, és közben parányi szervezetekkel táplálkoznak. Ezután bonyolult átalakulással fejlődnek tengeri sünné.